# Maison de Peirasson
La maison de Peirasson est une ancienne ferme fondée par les Templiers située sur la commune de Flassans-sur-Issole dans le département du Var. L'emplacement est dorénavant occupé par le domaine viticole de la commanderie de Peyrassol même si ce lieu n'a jamais eu rang de commanderie à l'époque des ordres militaires. Qu'il s'agisse du XIIIe siècle, période dite templière ou des quatre siècles suivants lorsque la ferme appartenait aux Hospitaliers.

## Historique
La première mention officielle de la maison du Temple de Peirasson remonte à 1256 lorsque Bernard de Montdragon, précepteur de Peirasson se vit confier la responsabilité d'une partie de la co-seigneurie de Cogolin. La donation du domaine de Cogolin par Alphonse II de Provence au templiers semblant remonter à 1204 en présence du commandeur des maisons du Temple en Provence, Guilhem Cadel. Un inventaire de la production de Peirasson daté de 1256 prouve que l'on y produisait déjà du vin. Cette « maison du Temple » dépendait à ce moment-là de la Commanderie d'Hyères. La chute des Templiers entraîna la dévolution des biens de l'ordre du Temple aux Hospitaliers et la ferme devint une dépendance de la Commanderie de Beaulieu près de Solliès-Pont
Les précepteurs connus de Peirasson-Cogolin (« Perassosae et Cogolini ») furent:
- Bernard de Mont-Dragon (Bernardus de Monte Dracono), 1256
- Bernardus de Revello, 1296
- Ricavi Pierre (Ricavus Petri), 1303
- Raimundus de Anguli, 1308 (Commandeur d'Hyères)